# An Old Raincoat Won't Ever Let You Down
《An Old Raincoat Won't Ever Let You Down》은 영국의 싱어송라이터 로드 스튜어트의 데뷔 솔로 스튜디오 음반이다. 1969년 11월, 《The Rod Stewart Album》으로 미국에서 처음 발매된 이 음반은 미국 빌보드 200 차트에서 139위로 정점을 찍었다. 이후 1970년 2월, 수정된 제목으로 영국에서 발매되었다. 스튜어트의 페이시스 밴드 동료 로니 우드와 이언 맥라건도 이 음반에 키스 에머슨, 제프 벡 그룹의 드러머 미키 월러, 기타리스트 마틴 퓨 (스팀해머와 나중에 아마겟돈과 세븐스 오더)와 마틴 퀴튼턴 (나중에 스팀해머)과 함께 참여한다.

## 평가
| 전문가 평가      | 전문가 평가 |
| 평가 점수        | 평가 점수   |
| 출처             | 점수        |
| ---------------- | ----------- |
| Allmusic         | [ 3 ]       |
| Rolling Stone    | (favorable) |
| Robert Christgau | A-          |

이 음반은 《퓨전》, 《롤링 스톤》, 로버트 크리스트가우로부터 긍정적인 평가를 받았다. 크리스트가우는 이 음반이 그의 《롤링 스톤》 리뷰에서 그릴 마커스가 사용했던 것과 같은 단어인 "최고"라고 느꼈다.
《롤링 스톤》의 회고적 요약에서 스태프 작가는 스튜어트의 솔로 데뷔가 그를 다른 사람들의 노래에 대한 "매우 독창적인 해석자"로 보여주었고, 그 자신의 작곡은 그가 "놀랄 정도로 감정과 연민을 드러낼 수 있다"는 것을 보여준다고 느꼈다.

## 곡 목록
모든 곡들은 특별한 언급이 없는 한 로드 스튜어트에 의해 작사/작곡하였다.
| #  | 제목                       | 작사·작곡             | 재생 시간 |
| -- | -------------------------- | --------------------- | --------- |
| 1. | 〈Street Fighting Man〉    | 믹 재거, 키스 리처즈  | 5:05      |
| 2. | 〈Man of Constant Sorrow〉 | 민요, 스튜어트 (편곡) | 3:12      |
| 3. | 〈Blind Prayer〉           |                       | 4:36      |
| 4. | 〈Handbags and Gladrags〉  | 마이크 다보           | 4:24      |

| #  | 제목                                        | 작사·작곡 | 재생 시간 |
| -- | ------------------------------------------- | --------- | --------- |
| 1. | 〈An Old Raincoat Won't Ever Let You Down〉 |           | 3:30      |
| 2. | 〈I Wouldn't Ever Change a Thing〉          |           | 4:44      |
| 3. | 〈Cindy's Lament〉                          |           | 4:26      |
| 4. | 〈Dirty Old Town〉                          | 이완 맥콜 | 3:42      |